# Domingo Marimón
Domingo Marimón (Zarate, Bs As, Argentina, 18 de mayo de 1903-Córdoba, Argentina, 30 de junio de 1981) fue un piloto de automovilismo argentino de origen catalán. Compitió en categorías como la Fórmula 1 Mecánica Argentina y el Turismo Carretera. En 1948, ganó la edición de ese año del Gran Premio de la América del Sur del Turismo Carretera, la competencia más larga de automovilismo de aquel entonces, que unía las ciudades de Buenos Aires con Caracas.
A lo largo de su carrera en el Turismo Carretera se destacó por ser defensor de la marca Chevrolet, marca de la cual se dice que fue el creador del apodo «Chivo», por el cual se le conoce a la marca en Argentina. Se lo conocía popularmente como «Toscanito», ya que era costumbre de él andar siempre con un cigarro toscano en la boca.

## Biografía
Por razones de salud se trasladó en su infancia a la localidad cordobesa de Cosquín, desde donde desarrolló su carrera deportiva.
Había debutado en el TC compitiendo a bordo de una coupé Ford V8, que años más tarde terminaría cambiando por una coupé Chevrolet Master. Con esta unidad en 1948 ganó el Gran Premio de la América del Sur, más conocido como la Buenos Aires-Caracas. Esta prueba tuvo lugar desde del 20 de octubre al 8 de noviembre con un recorrido de casi 9.600 km. Asimismo, esta sería su primera victoria en el Turismo Carretera, la cual lo introducía en el historial del Turismo Carretera como el ganador número 17 de la especialidad.
Marimón corrió ese Gran Premio con un coupé Chevrolet 1939 pintado de blanco el techo, rojo en la parte inferior y verdes las llantas de los neumáticos llevando inscrito el número 12.
Durante mucho tiempo debió lidiar con una tuberculosis contra la que luchó toda su vida. Falleció en 1981, tras dispararse accidentalmente mientras manipulaba un arma de fuego. Había sufrido el fallecimiento de su hijo Onofre Marimón, también piloto, en 1954 durante una prueba de Fórmula 1 en Nürburgring, Alemania.

### Parentescos
Fue padre del piloto de Fórmula 1 Onofre Marimón, quien falleciera en 1954 durante unas pruebas en esa categoría. Según algunos historiadores, a él se le atribuye el mote por el cual se conoce en Argentina a la marca Chevrolet, la cual popularmente es apodada como "chivo". Este apodo nació en una competencia corrida entre Argentina y Chile, donde una de las etapas más difíciles era un cruce por caminos montañosos de la Cordillera de Los Andes. En esta competencia, Marimón se mostraba confiado con su medio mecánico al cual justamente había bautizado como "Chivo", ya que según sus propias palabras, ante una rueda de prensa, el piloto confesó: 
"Sobre el comportamiento del auto, viaja bárbaro, muchachos. Además, trepa como un Chivo."
A partir de ese entonces, la "marca del moño" comenzó a ser conocida de esta forma en el ambiente automovilístico argentino.

## Triunfos en Turismo Carretera
1948: Gran Premio de América del Sur.
1950: Vuelta de Santa Fe.

## Triunfos en Mecánica Nacional
1938: Circuito el Borbollón, Mendoza.

## Como empresario
Tras la muerte de su hijo Onofre, Domingo fundó junto a Oscar Carlos Lavezzari y Oscar Cabalén la concesionaria de autos Marimón Auto, la cual fue una de las concesionarias más importantes del territorio argentino hasta su desaparición comercial en el año 2001 tras la gran crisis que sufrió el país.